# Marija Jefrosininová
Marija Oleksandrivna Jefrosininová (ukrajinsky Марія Олександрівна Єфросініна, rusky Мария Александровна Ефросинина; * 25. květen 1979 Kerč, Sovětský svaz) je ukrajinská televizní moderátorka.

## Biografie
Poté, co dokončila gymnázium, zapsala se na Národní univerzita Tarase Ševčenka v Kyjevě na katedru cizích jazyků se zaměřením na překladatelku z anglického a španělského jazyka.
V 19 letech se objevila na ukrajinském veřejnoprávním kanále Peršyj nacionaľnyj (tehdy UT-1) v pořadu Ščaslyvyj dzvinok (Щасливий дзвінок). Zanedlouho obdržela nabídku od kanálu Novyj kanal (Новий канал), na kterém uváděli nový dopolední pořad Pidjom (Підйом), kterou přijala. V roce 2002 pořad získal ocenění za "Televizní triumf" a nominaci na "Nejlepší televizní pořad." V roce 2005 moderovala jubilejní 50. ročník soutěže Eurovision Song Contest. V říjnu 2005 se přestěhovala na kanál ICTV, kde hostila pořad Linija konfliktu (Лінія конфлікту). Od září 2006 hostitila televizní pořad Odyn u poli (Один у полі) na televizním kanále Inter. Ve stejném roce se objevila obálce časopisu ELLE.
Spolupracovala s ruskými televuzními kanály Muz-TV (Муз-ТВ), NTV (pořad Faktor strachu), Pěrec (pořad Můj tlustý ošklivý snoubenec). Díky své přirozené zvědavosti, práci v televizi a znalosti několika jazyků se během své kariéry setkala s takovými hvězdami jako Cesaria Evora, Paulo Coelho, Enrique Iglesias, Annie Girardot, Gérard Depardieu, Keli Joyce Lobert Loretti, jakož i s politiky a mnoha hvězdami showbyznysu, divadla a filmu, kteří žijí na území Společenství nezávislých států.
V roce 2006 se dostala do Top 100 časopisu Fokus mezi nejvlivnější ženy na Ukrajině, kde se umístila na 77. místě. V roce 2007 se objevila na divadelní scéně v komedii Помочь так легко, или Откуда берутся дети, kterou režíroval Vitalij Malachov. Na konci roku 2007 se objevila videoklipu k písni Vitalije Kozlovského "Ty chotěla", který režíroval Alan Badojev z Kyjeva. Prezentace videoklipu se konala v únoru 2008. Dne 2. března 2008 začala natáčet na ukrajinském televizním kanále Inter talk show Molodyj grygorov (Модний вирок), kde působí jako právnička. V roce 2009 jí časopis EGO nazval Televizní moderátorkou roku.
V současné době pracuje jako moderátorka a producentka na kanále Novyj kanal (Новий канал), kde nejprve hostila pořad Továrna hvězd (Фабрика зірок) s Andrejem Domanským, následně Ukrajina slozem ne viryť (Україна сльозам не вірить) spolu se Serhijem Prytulou a Olexanderem Pedanem. Dále je stálým členem humoristického pořadu Rozesměj mě se Sergejem Kuzynim, Serhijem Prytulou, Olexanderem Pedanem a Dmitrijem Koljadenkem. Dne 15. února 2011 se stal moderátorkou pořadu Chceš? Zpívej! a Zpívej, když to dokážeš!. Dne 3. března 2011 se stala vedoucí i moderátorkou pořadu Sny se stanou pravdou. Na konci roku 2011 byl natočen poslední díl druhé sezóny Sny se stanou pravdou.
Získala řadu ocenění za Nejstylovější moderátorku Ukrajiny. Je vítězem ocenění Černá perla či ELLE-kumir. Za profesionální činnost získala ocenění Televizní hvězda. V roce 2012 se divákům představila ve dvou pořadech. Dne 7. října byl zahájen pořad Šouma$thouon na kanále Novyj kanal, kde byla moderátorkou i producentkou. Dne 11. listopadu Novyj kanal zahájil sérii filmů Probudit se slavným, které byly natočeny pod jejím vedením. Každý ze šesti filmů vypráví příběhy lidí, kteří se stali skutečnými hrdiny moderní Ukrajiny. V roce 2013 – po tříleté přestávce – se vrátila na jeviště a zahrála si roli ve hře Помочь так легко, или Откуда берутся дети kyjevského Divadla v Podile.